# Edmund Greacen
Pour les articles homonymes, voir Greacen.
Edmund Greacen, né Edmund William Greacen en 1876 à New York dans l'état de New York et décédé en 1949 à White Plains dans le même état aux États-Unis, est un peintre impressionniste américain. Établit comme peintre à New York et membre de la colonie artistique d'Old Lyme, il est connu pour ses peintures de paysages de la région de la Nouvelle-Angleterre et de la ville de New York.

## Biographie
Edmund Greacen naît à New York en 1876. Il est le fils de Thomas Edmund Greacen, un émigrant écossais ayant fait fortune dans le commerce de chaussures, et d'Isabella Wiggins. Il étudie à l'université de New York et s'inscrit, en 1899, à l'Art Students League of New York, puis à la New York School of Art ou il a pour professeur le peintre William Merritt Chase. Durant cette période, il rencontre Ethol Booth, une étudiante originaire de New Haven, qu'il épouse en 1904. En 1905, le couple part en Europe et séjourne en Espagne, aux Pays-Bas, en Belgique et en Angleterre. Son fils naît à Paris en 1906 et sa fille à Giverny en 1908, ou il louait une maison depuis l'été 1907 afin d'étudier auprès de la colonie d'artistes impressionnistes du lieu et d'observer les tableaux de Claude Monet.
Il rentre avec sa famille aux États-Unis en 1910 et installe son studio à New York, qu'il conserve jusqu'en 1917. Durant cette période, il expose ces œuvres dans différentes galeries de la ville dont une exposition à la Madison Gallery au début de 1910 avec le peintre impressionniste Karl James Anderson qui présente ses récentes toiles réalisées à Giverny.
Il devient membre du National Arts Club (en), fonde une école d'art à Manhattan et fréquente durant l'été la colonie artistique d'Old Lyme dans le Connecticut. En 1918, durant la Première Guerre mondiale, il part en France en compagnie du peintre Rae Sloan Bredin (en) afin de servir au sein de la Young Men's Christian Association, après avoir été recalé de l'armée à cause de son âge. Sur place, il supervise l'organisation des Foyers du Soldat de la YMCA et peint plusieurs dessins au gré de ces déplacements.
De retour à New York, il y ouvre un nouveau studio. En 1922, il reçoit le prix Samuel Shaw de la part du Salmagundi Club. La même année, il participe à la fondation de la Grand Central Art Galleries (en) aux côtés des peintres Walter Leighton Clark (en) et John Singer Sargent. En 1923, il commence à enseigner à la Grand Central School of Art (en), l'école de la Grand Central Art Galleries, ou il exerce pendant vingt ans. Il a notamment pour élèves les artistes Jack Coggins et Arshile Gorky. Il est élu à l'académie américaine des beaux-arts en 1935. Après des problèmes de santé, il quitte New York pour la Floride, avant de revenir sur la fin de sa vie à White Plains, ou il décède en 1949.
Ces œuvres sont notamment visibles ou conservées à l'académie américaine des beaux-arts de New York, au Florence Griswold Museum d'Old Lyme, au Lyman Allyn Art Museum (en) de New London, au Delaware Art Museum de Wilmington, au Butler Institute of American Art de Youngstown, au Musée d'Art et jardins de Cummer de Jacksonville, au Newark Museum de Newark, à la Terra Foundation for American Art (en), au Columbus Museum (en) de Columbus et au Mead Art Museum d'Amherst.